# 1996年9月27日月食
1996年9月27日月食为一次在协调世界时1996年9月27日出現的月全食。該次月食半影食分為2.244、全影食分為1.245。偏食維持了102分，全食維持35分。

## 概述
這次月食的食分是0.26，偏食維持了102分，全食維持35分。

## 观测

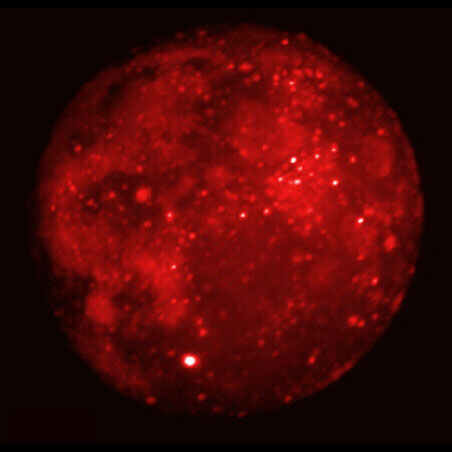
MSX拍摄的月球图像

在全食阶段，太空中繼紅外實驗（MSX）卫星的SPIRIT-III仪器使用中波长红外线拍摄了月球的图像。在这些波长下，MSX能够表征月食期间月球表面的热分布。最亮的区域是最热的，最暗的区域是最冷的。著名的第谷陨石坑是中心以南的明亮天体。许多其他陨石坑也被视为亮点，表明它们的温度高于周围的黑暗区域。

## 基本參數
- 類型：月全食
- 食甚資料：
  - 日期：1996年9月27日
  - 時間：2:54
  - 月球位置：赤經0.26度、赤緯2.0度
  - 食分：半影食分：2.244、全影食分：1.245
  - 持續時間：偏食102分、全食35分

## 外部連結
- NASA月食專頁（页面存档备份，存于）（英文）